# Чанбай-Корейский автономный уезд
Чанбай-Корейский автономный уезд (кит. упр. 长白朝鲜自治县, пиньинь Chángbái cháoxiǎnzú zìzhìxiàn, кор. 장백조선족자치현) — автономный уезд в городском округе Байшань, провинция Гирин, КНР. Власти уезда размещаются в посёлке Чанбай.

## История
В 1913 году в этих местах был образован уезд Чанбай. Решением Госсовета КНР 29 мая 1958 года он был ликвидирован, а на его территории с 15 сентября 1958 года был образован Чанбай-Корейский автономный уезд.

## Административное деление
Чанбай-Корейский автономный уезд делится на 6 посёлков и 2 волости.